# William Johnson Cory

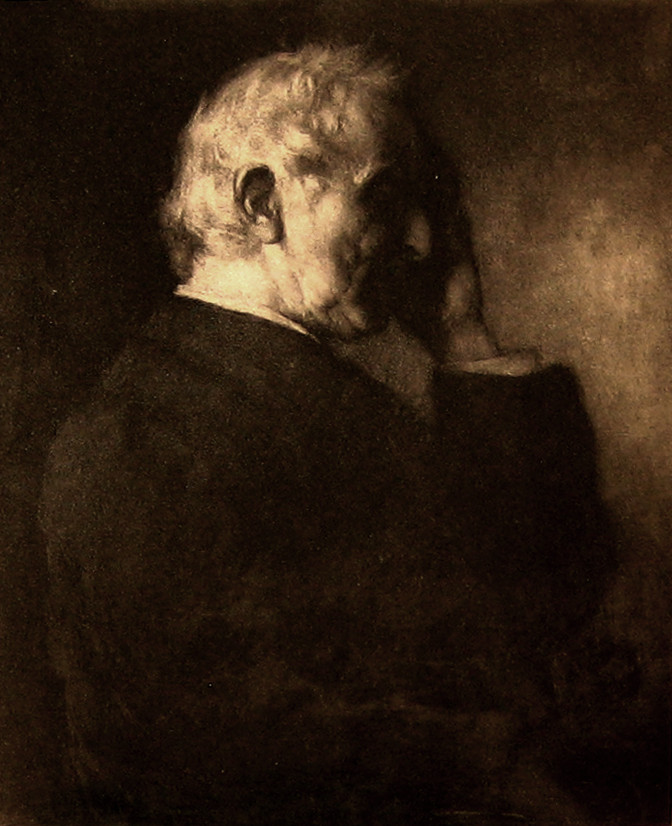
William Johnson Cory

William Johnson Cory (* als William Johnson am 9. Januar 1823 in Great Torrington, Devon; † 11. Juni 1892 in Hampstead) war ein britischer Dichter und Pädagoge am Eton College.
Er hieß zunächst William Johnson und änderte 1872 seinen Nachnamen in Cory.

## Leben
William Johnson besuchte das Eton College und studierte am King’s College der Universität Cambridge, wo er für seine lateinischen Verse bekannt wurde. Für ein englisches Gedicht auf Plato erhielt er 1843 die Medaille des Kanzlers der Universität und 1844 erhielt er das Craven Stipendium. Danach wurde er zunächst Assistant Tutor und ab 1845 Master in Eton und genoss dort einen hervorragenden Ruf. Er legte Wert auf persönliche Beziehungen zwischen Lehrer und Schüler (ähnlich wie in der griechischen Antike) und zu seinen Schülern zählten hohe Politiker. Seine enge Beziehung zu seinen Schülern wurde auch der Grund für seine Entlassung 1872, als sich Eltern eines Schülers über einen Brief von Cory an ihn beschwerten. Was genau die Ursache seiner Entlassung war, ist umstritten (sie reichen von der Unterstellung der Päderastie bis zu der Vermutung, er wäre der Schulleitung als liberaler Reformer und unabhängiger Geist ein Dorn im Auge gewesen). Er zog sich nach Halston zurück und änderte seinen Nachnamen in Cory. 1878 zog er aus Gesundheitsgründen nach Madeira, wo er heiratete und einen Sohn hatte. 1882 kehrte er nach England zurück und wohnte in Hampstead, wo er auch begraben ist.
Er ist für Gedichte über antike Themen bekannt, besonders Ionica und Heraclitus (eine Elegie im Stil von Kallimachos über Heraklit von Halikarnassos: They told me Heraclitus, they told me you were dead).

## Zitat
Es gibt ein bekanntes Zitat von ihm, das die Vorzüge einer gehobenen Schulbildung preist (und dessen Argumente manchmal für den Unterricht in Latein zitiert werden).
An der Schule ist man weniger damit beschäftigt Wissen zu erwerben als sich unter kritischer Aufsicht geistig anzustrengen. Man kann zwar tatsächlich mit durchschnittlichen Fähigkeiten ein gewisses Maß an Wissen erwerben, das man auch behält, man braucht die aufgewandten Stunden an Vieles, das man vergessen hat, aber nicht zu bedauern, denn der Schatten verlorenen Wissens schützt zumindest vor vielen Illusionen. Man geht auf eine herausragende Schule aber weniger des Wissens wegen, als für den Erwerb von Fähigkeiten wie Konzentration, die Kunst des Ausdrucks, die Fähigkeit schnell eine neue intellektuelle Position anzunehmen, die Kunst sich schnell in Jemanden hineinzudenken, sich Zensur und Zurückweisung anzupassen, für die Kunst graduell Zustimmung oder Ablehnung kundzutun, für die Fähigkeit kleinste Facetten wahrzunehmen, für die Kunst einzuschätzen, was man in vorgegebener Zeit erreichen kann, für Geschmack, Unterscheidungsgabe, Mut und Sachlichkeit im Geist.
At school you are engaged not so much in acquiring knowledge as in making mental efforts under criticism.  A certain amount of knowledge you can indeed with average faculties acquire so as to retain; nor need you regret the hours you spent on much that is forgotten, for the shadow of lost knowledge at least protects you from many illusions.   But you go to a great school not so much for knowledge as for arts and habits; for the habit of attention, for the art of expression, for the art of assuming at a moment's notice a new intellectual position, for the art of entering quickly into another person's thoughts, for the habit of submitting to censure and refutation, for the art of indicating assent or dissent in graduated terms, for the habit of regarding minute points of accuracy, for the art of working out what is possible in a given time, for taste, for discrimination, for mental courage, and for mental soberness.

## Schriften
- Ionica, Smith & Elder 1858
- Ionica II, Cambridge University Press 1877
- Ionica, George Allen 1891 (Gedichte der beiden älteren Bände, mit einigen Auslassungen, und neue Gedichte)
- A. C. Benson (Hrsg.): Ionica, George Allen 1905 (Sammlung seiner Ionica Gedichte, nicht vollständig), Archive